# Lacs d'amour
 (mars 2025).
 (août 2022).
Si vous disposez d'ouvrages ou d'articles de référence ou si vous connaissez des sites web de qualité traitant du thème abordé ici, merci de compléter l'article en donnant les références utiles à sa vérifiabilité et en les liant à la section « Notes et références ».
Le lacs d'amour (à prononcer « la d'amour ») est une figure héraldique représentant un nœud de corde en forme de huit, communément appelé nœud en huit.
Lorsqu’il est utilisé par la maison de Savoie, on lui donne souvent le nom de « nœud de Savoie » (nodo di Savoia).
Lorsqu’il est utilisé par la maison de Bretagne, on lui donne souvent le nom de « cordelière ».

Armoiries du clan Kietlicz (Pologne).

## Description
Le lacs d'amour est représenté comme un nœud en huit, c'est-à-dire un nœud lâche, à double boucle, en forme de 8.

## Signification
Il symbolise aussi plusieurs notions comme la fixation, l’amour ainsi que la fidélité. Par opposition, si le nœud est défait, il désignera les notions de crise ou de mort.
Le nœud fait référence pour la maison de Bretagne à saint François d'Assise, fondateur de l'ordre de Franciscains dont les frères étaient appelés « cordeliers » en France.

## Usages
Le nœud peut être utilisé sur les meubles sculptés en bois avec pour connotation la notion de « grande valeur ». Sa présence sur l'objet est un signe de sa provenance savoyarde.
Une douzaine de tels nœuds orne également la houppe dentelée qui entoure chaque temple maçonnique.
Par analogie, le lac d'amour ou nœud de Savoie est une figure en voltige aérienne, également appelée « huit cubain ».

## Duché de Savoie
Il est souvent associé au motto FERT de la maison de Savoie. Son usage n'est attestée qu'après 1382.
Instauré durant le règne du comte puis duc de Savoie Amédée VIII avec la mise en place de l'ordre du Collier, il possède un triple sens : « personnel (le comte), dynastique (la Maison de Savoie) et institutionnel (l'ordre du Collier) ».

On retrouve une représentation du nœud sur la façade du château d'Azay-le-Rideau. Le roi de France François Ier l'a fait sculpter en hommage à sa mère, Louise de Savoie.

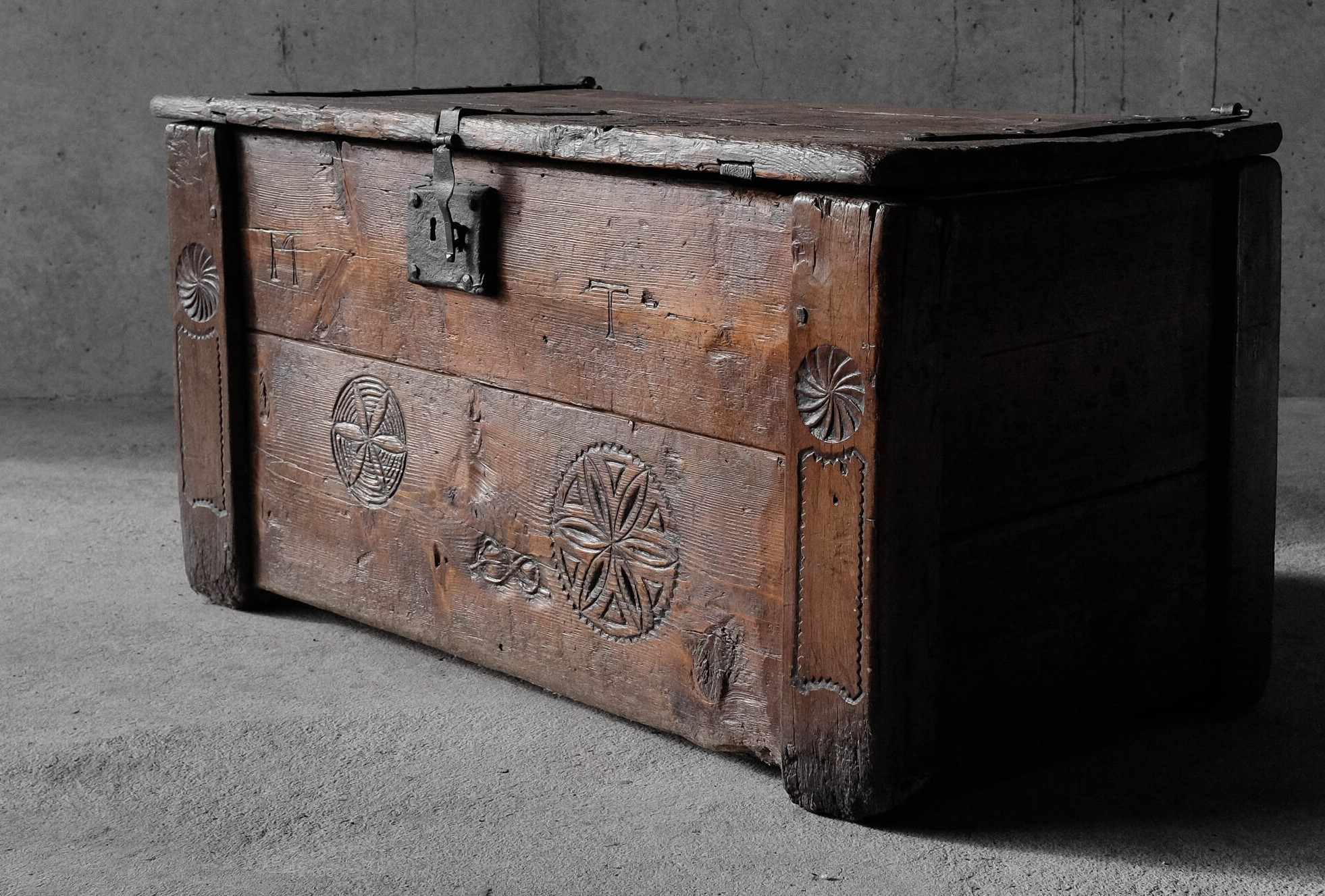
Coffre Savoyard traditionnel avec symbole des Lacs d'Amour ou Nœud de Savoie
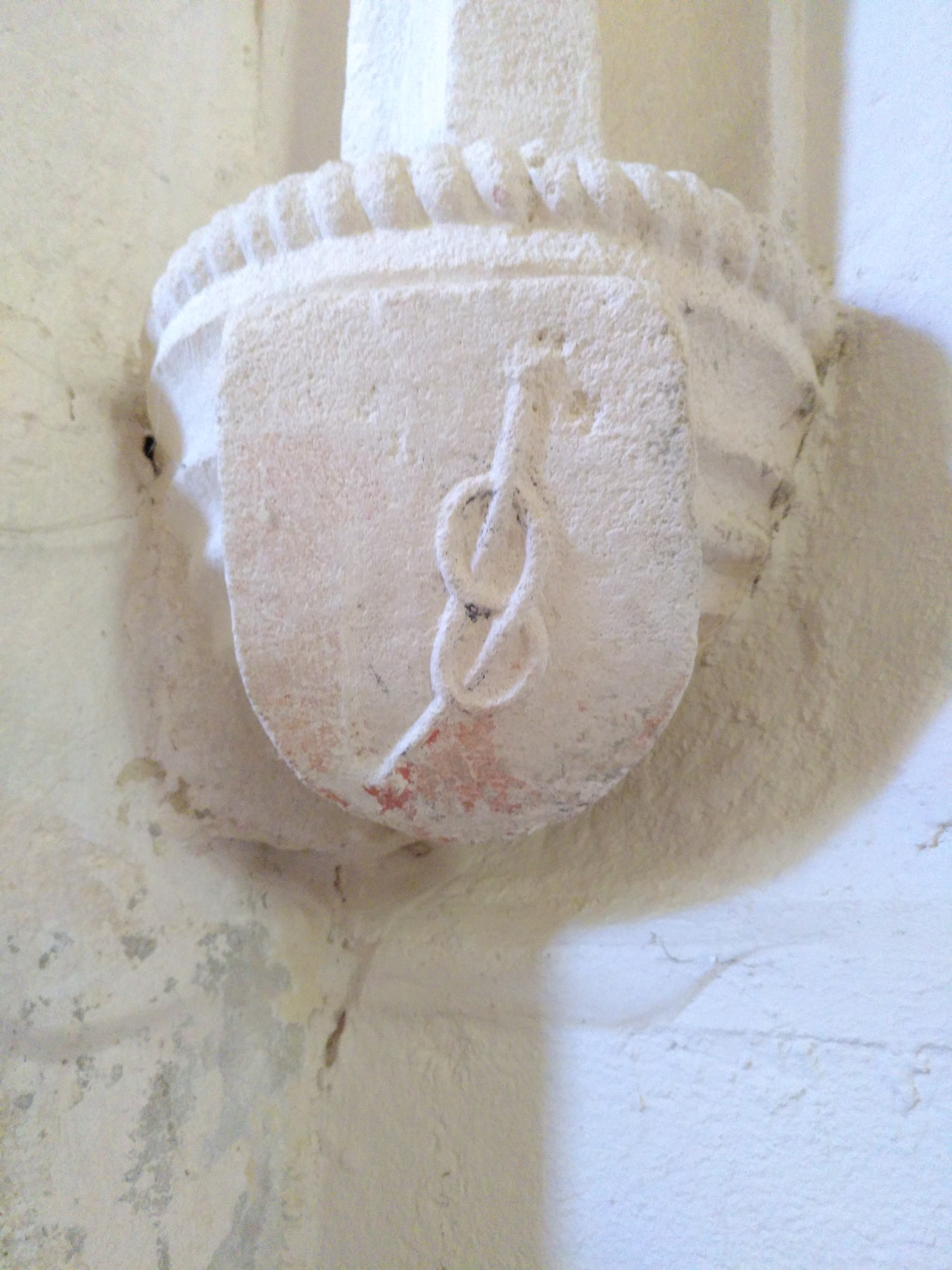
Lacs d’amour de Savoie dans un blason sur un cul-de-lampe de l’église Saint-Jean-Baptiste de La Tranclière.

## Duché de Bretagne
Sous le nom de « cordelière (à nœuds)», il apparaît à la même époque dans l'emblématique des ducs de Bretagne. Le duc François Ier de Bretagne, fiancé dans sa jeunesse à la fille du comte Amédée VIII, avait ajouté à son emblématique une cordelière de même forme, très probablement en référence à l'ordre des frères mineurs, également appelé « Ordre des Cordeliers », dédié à saint François d'Assise, son saint patron. Les ducs et duchesses de Bretagne, après François Ier, feront usage de cet emblème, qui passera par héritage aux rois Valois (voir également Ordre de la Cordelière).
Les villes bretonnes firent usage par la suite de ce motif qui reste présent dans l'héraldique municipale bretonne contemporaine, pour certaines en référence double à la cordelière et à la tradition maritime du matelotage. Cf. Douarnenez, Guérande, Nantes, Rennes, etc.

## Représentation du lacs d'amour
Le lacs d'amour est un meuble qui n'a pas de représentation figée dans le temps et l'espace. L'historien médiéviste Emmanuel de Boos indique qu'il existe de nombreux modèles différents et propose de préciser le nom du nœud chaque fois que possible.
La comparaison des définitions proposées par différents auteurs de dictionnaires héraldiques montre trois ensembles de représentations :
- cordelière à pompons bouclée trois fois que l'on retrouve chez Charles d'Hozier[Lequel ?], Pierre-Barthélemy Gheusi ou encore Georges de Crayencour
- nœud de Savoie ou nœud en huit que l'on retrouve chez Jean-Paul Fernon, Claude Wenzler ou Amédée de Foras
- cordon ou ruban circulaire noué dont les bouts pendent à dextre et senestre assimilable à un demi-nœud que l'on retrouve chez Nicolas Viton de Saint-Allais, Duhoux d'Argicourt ou Jean-François Demange

Exemples de représentations sur la base des armoiries de la famille Belot, blasonnées « d'azur à un lacs d'amour surmonté d'une rose, accostée de deux étoiles, le tout d'or » :

Lacs d'amour  en « cordelière cerclée trois fois », tel que dessiné par Louis Pierre d'Hozier[2] et Pierre-Barthélemy Gheusi[3].
Lacs d'amour en nœud de Savoie tel que dessiné dans la 1re édition de l'État présent de la noblesse française d'Antoine Bachelin[4].
Lacs d'amour selon la représentation retenue par Duhoux d'Agricourt, de Boos, d'Eschavannes et d'autres[réf. nécessaire].